# Elaphoglossum vestitum
Elaphoglossum vestitum är en träjonväxtart som först beskrevs av Diederich Franz Leonhard von Schlechtendal och Cham., och fick sitt nu gällande namn av Heinrich Wilhelm Schott. Elaphoglossum vestitum ingår i släktet Elaphoglossum och familjen Dryopteridaceae. Inga underarter finns listade.